# Estación Recreo (Catamarca)
Recreo es la principal estación de ferrocarril de la ciudad homónima, cabecera del departamento La Paz en la provincia de Catamarca, Argentina.
Forma parte de la red ferroviaria argentina, y del Ferrocarril General Belgrano.

## Ubicación
Ubicada en forma paralela a la Avenida Hipólito Yrigoyen, en el centro histórico de la ciudad.

## Servicios
No presta servicios de pasajeros, sólo de cargas, a cargo de la empresa estatal Trenes Argentinos Cargas. Sus vías corresponden Ramal CC del Ferrocarril General Belgrano, este ramal parte de la ciudad de Buenos Aires hasta San Miguel de Tucumán.
Desde aquí partía el Ramal CC10 hasta Chumbicha, a 2013 este ramal y las estaciones se encuentran abandonadas y en ruinas.y

## Historia
La estación fue habilitada el 9 de mayo de 1875, con el nombre de "Recreo" el mismo que el de la estancia que la línea atravesaba. Quedando así conectada la línea del barrio Alta Córdoba con la futura ciudad, y luego a esta con la estación en el km 997. Luego en 1888 sirvió de enlace con la primera estación de trenes de la ciudad de Catamarca.
En las últimas dos décadas del siglo XIX y todo el siglo XX se utilizó al ferrocarril para transporte de pasajeros. Durante la década de 1950 un pequeño ramal partía desde las lomas, donde se recolectaban piedras de unas canteras y se las transportaba a localidades ubicadas al este de la ciudad, en la Provincia de Santiago del Estero. Últimamente los trenes que llegan a la estación solo sirven para transporte de materia prima.